# Troupe D'Elite
I Troupe D'Elite sono stati un gruppo musicale alternative hip hop italiano attivo tra il 2011 e il 2014.

## Storia
(Ernia su Panorama)
Il gruppo si è formato nel 2011 a Milano dall'incontro dei rapper Er Nyah, Ghali Foh e Maite e del produttore Raffo DeVito, poi succeduto da Fonzi Beat. Nello stesso anno hanno firmato un contratto discografico con la Tanta Roba, l'etichetta discografica indipendente di Gué Pequeno e DJ Harsh, con la quale hanno pubblicato l'EP Troupe D'Elite l'anno successivo. Composto da cinque brani e realizzato anche attraverso la collaborazione di Don Joe, il disco è stato accolto negativamente dalla critica specializzata. Nello stesso periodo Ernia e Ghali hanno collaborato con Gué Pequeno alla realizzazione del brano Follow Me, contenuto nel mixtape Fastlife Mixtape Vol. 3 di ques'ultimo.
Nel 2013 il gruppo ha partecipato senza successo alle audizioni per il talent show Amici di Maria De Filippi. Nello stesso periodo sia Ernia che Ghali hanno realizzato i propri mixtape da solisti, curati da Charlie Charles ed intitolati rispettivamente New Generation Rap Boss e Leader Mixtape, con la collaborazione di Maite, Sfera Ebbasta e altri artisti emergenti.
Nel 2014, in seguito ad un diverbio con DJ Harsh (che li ha ostacolati fin dagli esordi), i Troupe D'Elite hanno rescisso il contratto con la Tanta Roba e pubblicato come artisti indipendenti l'album in studio Il mio giorno preferito, reso disponibile per il download gratuito. Tuttavia dopo qualche mese il quartetto ha annunciato lo scioglimento.

## Formazione
- Er Nyah – voce
- Ghali Foh – voce
- Maite – voce
- Fonzi Beat – produzione

## Discografia

### Album in studio
- 2014 – Il mio giorno preferito

### EP
- 2012 – Troupe D'Elite EP